# Uno straniero tra gli angeli
Uno straniero tra gli angeli (Kismet) è un film del 1955 diretto da Vincente Minnelli e Stanley Donen.
È un film d'avventura a sfondo musicale e fantastico statunitense ambientato nell'antica Baghdad con Howard Keel, Ann Blyth e Dolores Gray. È basato sul musical teatrale del 1953 Kismet, a sua volta basato su quello omonimo del 1911 di Edward Knoblock.

## Trama
In giro per la città sotto mentite spoglie, il Califfo di Bagdad (Vic Damone) vede Marsinah (Ann Blyth), la figlia del poeta mendicante Ali, e se ne innamora e, cercando di conoscere la ragazza, si traveste da giardiniere. Quando il visir scopre che il Califfo si è innamorato di una ragazza qualunque ed intende sposarla, va su tutte le furie e pretende che smetta di vederla. Il visir quindi crede di poter ancora fare in modo che il Califfo sposi una delle tre principesse di Abadu, ma Ali, che ha scoperto la vera identità del giardiniere, fa in modo che incontri ancora una volta sua figlia e...

## Produzione
Il film, diretto da Vincente Minnelli e Stanley Donen (quest'ultimo è accreditato solo per aver diretto gli ultimi giorni di riprese dopo che Minnelli dovette partire per l'Europa per dirigere il suo successivo film) su una sceneggiatura di Charles Lederer e Luther Davis con il soggetto di Edward Knoblock e degli stessi Lederer e Davis, fu prodotto da Arthur Freed per la Metro-Goldwyn-Mayer e girato dal 23 maggio 1955 al 22 luglio 1955 con un budget stimato in 2.692.960 dollari.

## Colonna sonora
Le musiche sono tutte accreditate ad Aleksandr Porfir'evič Borodin e gli adattamenti a Bob Wright.
- Baubles, Bangles, and Beads - cantata da Ann Blyth
- Stranger in Paradise - cantata da Ann Blyth e Vic Damone
- Bored - cantata da Dolores Gray
- Rhymes Have I - cantata da Howard Keel e Ann Blyth
- Night Of My Nights - cantata da Vic Damone
- Not Since Nineveh - cantata da Dolores Gray
- Sands Of Time - cantata da Howard Keel
- The Olive Tree - cantata da Howard Keel
- Fate - cantata da Howard Keel
- And This Is My Beloved - cantata da Howard Keel, Ann Blyth e Vic Damone
- Gesticulate - cantata da Howard Keel
- Rahadlakum

## Distribuzione
Il film fu distribuito con il titolo Kismet negli Stati Uniti dall'8 ottobre 1955 (première a New York l'8 dicembre) dalla Metro-Goldwyn-Mayer.
Altre distribuzioni:
- in Svezia il 12 novembre 1956 (Under Bagdads måne)
- in Finlandia il 9 agosto 1957 (Muukalainen paratiisissa)
- in Portogallo il 21 agosto 1957 (Um Estranho no Paraíso)
- in Danimarca l'11 giugno 1962 (Kismet)
- in Germania Ovest (Kismet)
- in Brasile (Um Estranho no Paraíso)
- in Grecia (Enas xenos ston paradeiso)
- in Spagna (Un extraño en el paraíso)
- in Italia (Uno straniero tra gli angeli)

## Critica
Secondo il Morandini il film è "forse il peggior musical di Minnelli" con troppe parti cantate e scenografie troppo vistose. Secondo Leonard Maltin il film è una "trasposizione bella ma non ispirata".